# 大蔵経寺山
大蔵経寺山（だいぞうきょうじやま）は、山梨県甲府市と笛吹市（旧東八代郡石和町）の境にあり、奥秩父山地の南端に位置する山である。標高は715.6メートル。山梨百名山、甲府名山のひとつ。

## 概要
JR中央本線石和温泉駅の、すぐ北側に見える山であり、麓にある真言宗智山派寺院大蔵経寺から山名が付けられている。山梨百名山の中では標高の低い山であるが、甲府盆地のすぐ北縁に接しているので夜景の展望が良い。
登山道は土や砂利道など｢手軽に登れる山｣としては疲労が蓄積するものだったが、石和温泉駅の北口整備に伴いコンクリート道に整備され、石和温泉を一望できる展望台も設けられた。
大蔵経寺横の登山道入り口から20分程度で鳥獣除けゲートを抜け、30分程度で眺望スポットに到着する｡そこから40分程度登ると頂上｡また、積石塚古墳群や山神宮を経由するルートもある（岩道・ロープ整備有）。

## 主な出来事
- 2008年年末～2009年年始にかけて大規模な山火事が発生した[3]。
- 2025年（令和7年）1月18日、山火事が発生。消防・警察や災害派遣要請を受けた自衛隊が消火活動を行うとともに、周辺の都県と自衛隊のヘリコプターが放水を行った[4]。出火から10日目にあたる同月27日、笛吹市消防局は鎮圧状態であることを確認した[5]。消火に従事した人員は1952人、ヘリコプターによる散水は199回に及び、焼損面積は29.92ヘクタールだった[6]。

## 隣接する山
- 八人山
- 棚山 (山梨県)
- 兜山

## 温泉
- 石和温泉郷